# Stavropol (huyện)
Huyện Stavropol (tiếng Nga: ? райо́н) là một huyện hành chính tự quản (raion), của Vùng Stavropol, Nga. Huyện có diện tích 290 km², dân số thời điểm ngày 1 tháng 1 năm 2000 là 343300 người. Trung tâm của huyện đóng ở Stavropol'.